# Храм великомученика Пантелеимона (Сиануквиль)
Храм великомученика Пантелеимона — храм Таиландской епархии Русской православной церкви, расположенный в городе Сиануквиль. Первый православный приходской храм в Камбодже. Общая площадь храма составляет 144 кв. м, высота — более 21 м.

## История
В 2011 году в Управление Московской Патриархии по зарубежным учреждениям стали поступать просьбы от русскоязычных православных жителей города Сиануквиля об организации там православного прихода и возможном строительстве храма. 6-10 сентября того года состоялся первый пастырский визит окормляющего Камбоджу представителя Русской Православной Церкви в Таиланде архимандрита Олега (Черепанина) в Сиануквиль, во время которого 9 сентября 2011 года состоялась встреча комиссии во главе архимандритом Олегом (Черепаниным), прибывших в Сиануквиль, с «инициативной группой» русскоязычных сиануквильцев. По словам архимандрита Олега: «Они действовали исходя из своего искреннего желания. Но иногда бывает ревность не по разуму. Согласитесь смешно, когда в инициативной группе присутствует человек, который публично заявляет, что не верует в Иисуса Христа». По итогам встречи, рабочая комиссия церковного представительства и участники «инициативной группы» согласились, что создание прихода или строительство храма в Сиануквиле преждевременно. Но есть необходимость в регулярном приезде в Сиануквиль священника из Таиланда или других стран для проведения катехизационных бесед. Было решено открыть на веб-сайте Православной Церкви в Таиланде информационный отдел, освещающий развитие православной жизни в Камбодже и Лаосе. Предложения были направлены в Управление по зарубежным учрежденям Русской Православной Церкви для принятия необходимых решений.
17 апреля 2012 года в день Пасхи миссионер Илья Молёв и председатель церковной общины Пномпеня С. А. Степанов в специально украшенном к празднику Пасхи помещении пропели пасхальные. Также Илья Молев провел с присутствующими катехизационную беседу, в которой объяснял различные аспекты Православной веры и отвечал на интересующие верующих вопросы. На встрече присутствовало около 50 чел. Православные верующие Сиануквилля еще раз подтвердили свое желание иметь храм в Сиануквилле.
14 сентября 2012 года православные верующие Сиануквилля, которых посетил архимандрит Олег (Черепанин), в полном составе приняли решение о создании в православного прихода во имя великомученика и исцелителя Пантелеимона. Председателем Приходского совета нового прихода избран М. Ю. Рюмшин. 15 сентября в Сиануквилле была совершена первая Божественная Литургия, за которой многие из молящихся причастились. После Божественной Литургии было совершено Таинство Крещения над двумя нашими соотечественниками, пожелавшими принять православную веру..
4 октября 2012 года решением Священного Синода Русской Православной Церкви приход был принят в юрисдикцию Русской Православной Церкви, а окормление поручено архимандриту Олегу (Черепанину).
29 ноября 2013 года патриарх Московский и всея Руси Кирилл благословил строить в городе храм великомученика Пантелеимона Целителя. 11 февраля 2014 года руководитель Управления Московской Патриархии по зарубежным учреждениям архиепископ Егорьевский Марк (Головков) совершил закладку храма. 4 июля того же года завершилась регистрация Сиануквильского прихода, как прихода «Православной Христианской Церкви в Камбодже (МП)».
В 2013—2014 годах праздничные литургии и прочие службы на приходе совершались священником направляемым из Свято-Троицкого храма на острове Пхукет, а в августе 2014 года для Камбоджи был впервые назначен священник — иеромонах Паисий (Ипате), благодаря которому полноценные богослужения на приходе стали проводиться значительно чаще.
В сентябре 2014 года началось строительство. 7 июня 2015 года состоялось освящение накупольных крестов, а 28 июля они были установлены на купола. 25 октября того года последовало великое освящение храма, которое возглавил архиепископ Рязанский Марк (Головков). К этому историческому событию была также организована публикация первых молитвословов на кхмерском — их перевод вёлся в течение года, 20 октября они были изданы в типографии церковного представительства в Таиланде, а во время освящения храма — вручены в подарок прихожанам-кхмерам.
В 2015 году архиепископ Марк (Головков) преподал благословение на оборудование в храме колокольни и установку колоколов. Колокола решили установить в одном из малых куполов храма, для чего была сооружена внешняя винтовая лестница на крышу. Колокола были отлиты на Московском колокололитейном заводе «Литекс» и установлены 15 апреля 2017 года.
В сентябре 2019 года настоятель храма иерей Роман Постников отмечал: «приход храма в честь великомученика и целителя Пантелеимона в Сиануквиле <…> малочислен. Подавляющее большинство прихожан всегда составляли русскоговорящие люди. Да и основная масса туристов — это именно те, кто уже знаком с православием или христианством. Хотя, конечно, к нам заходят и европейцы, и китайцы. Также церковь посещает православная кхмерская семья — родители и двое детей».